# Ropica postmaculata
Ropica postmaculata är en skalbaggsart som beskrevs av Stefan von Breuning 1978. Ropica postmaculata ingår i släktet Ropica och familjen långhorningar.
Artens utbredningsområde är Ghana. Inga underarter finns listade i Catalogue of Life.